# Parabemisia indica
Parabemisia indica là một loài côn trùng cánh nửa trong họ Aleyrodidae, phân họ Aleyrodinae.
Parabemisia indica được Meganathan & David miêu tả khoa học đầu tiên năm 1994.